# Balys Sruoga

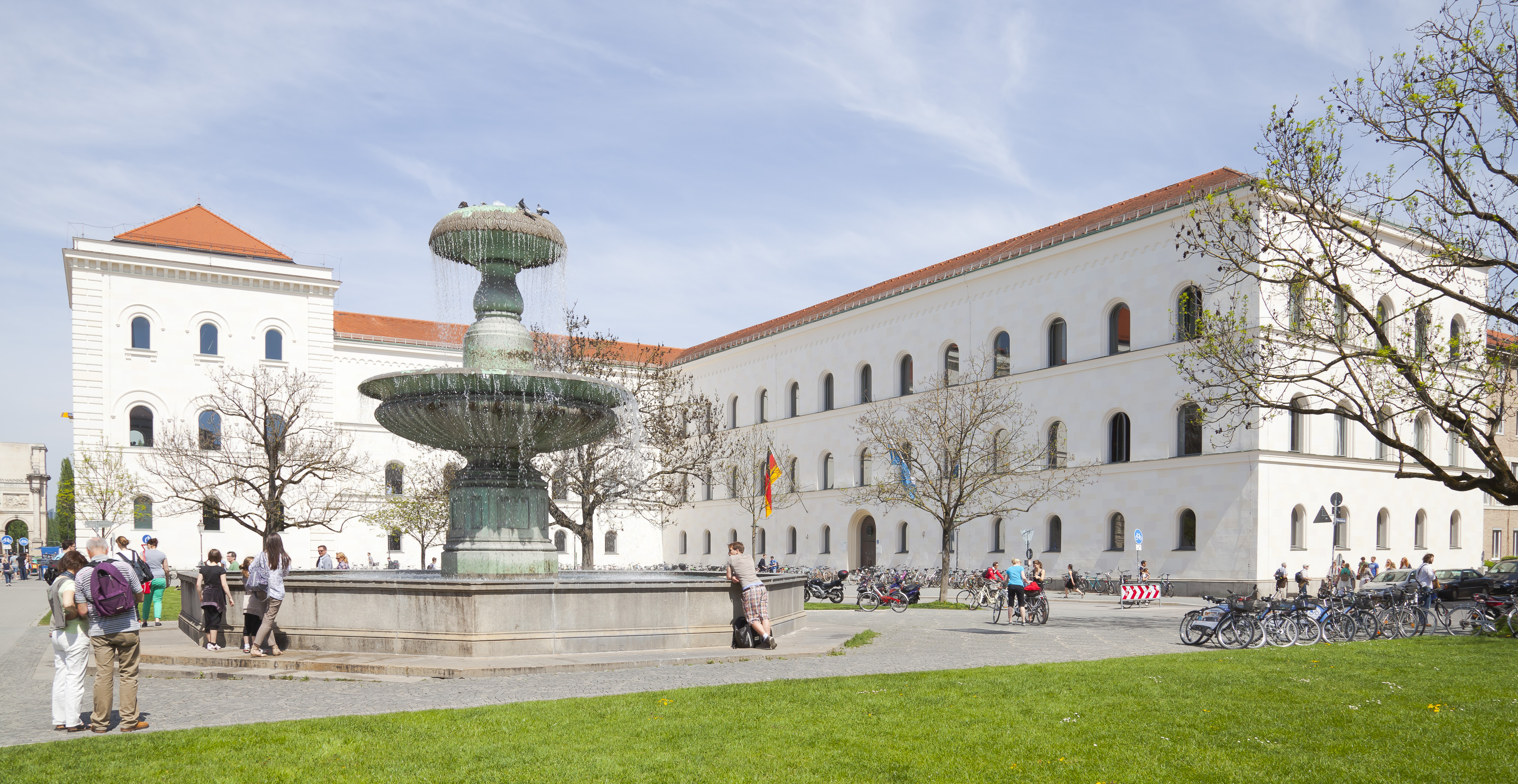
Hlavní budova Univerzity Ludwiga Maximiliana v Mnichově

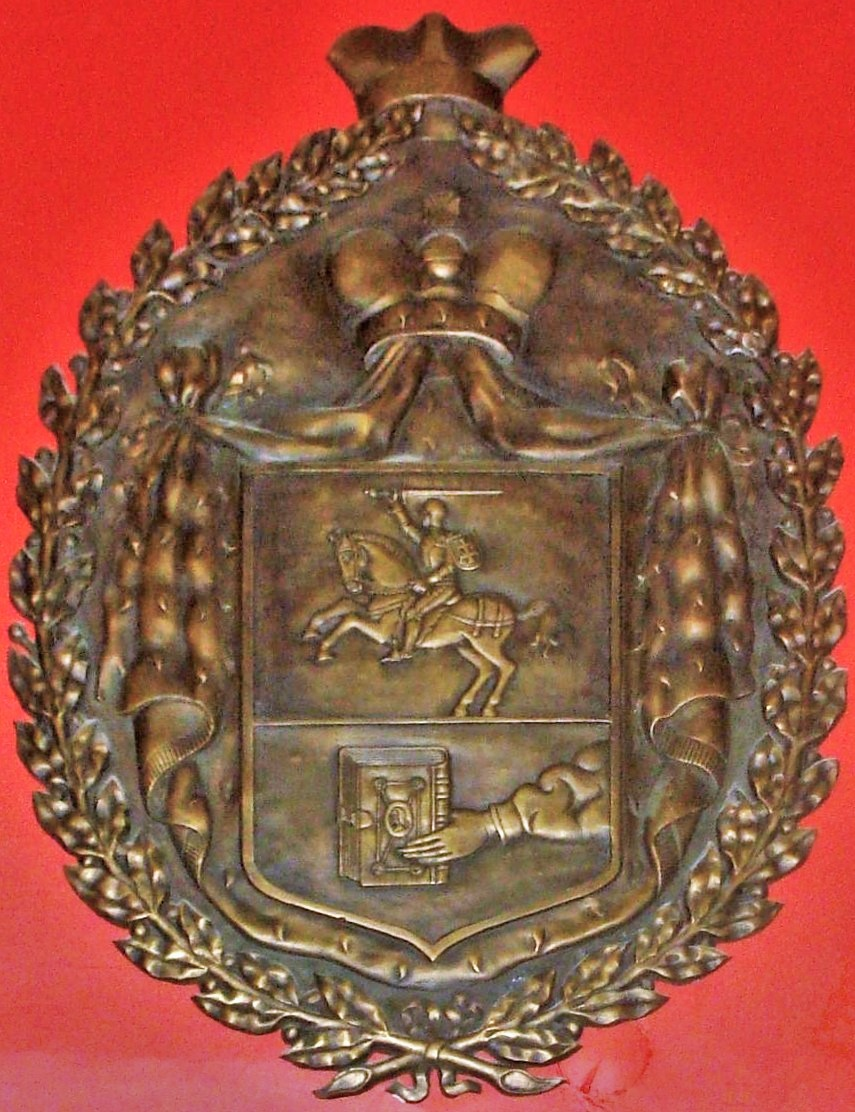
Erb univerzity ve Vilniusu (Basreliéf v aule univerzity)

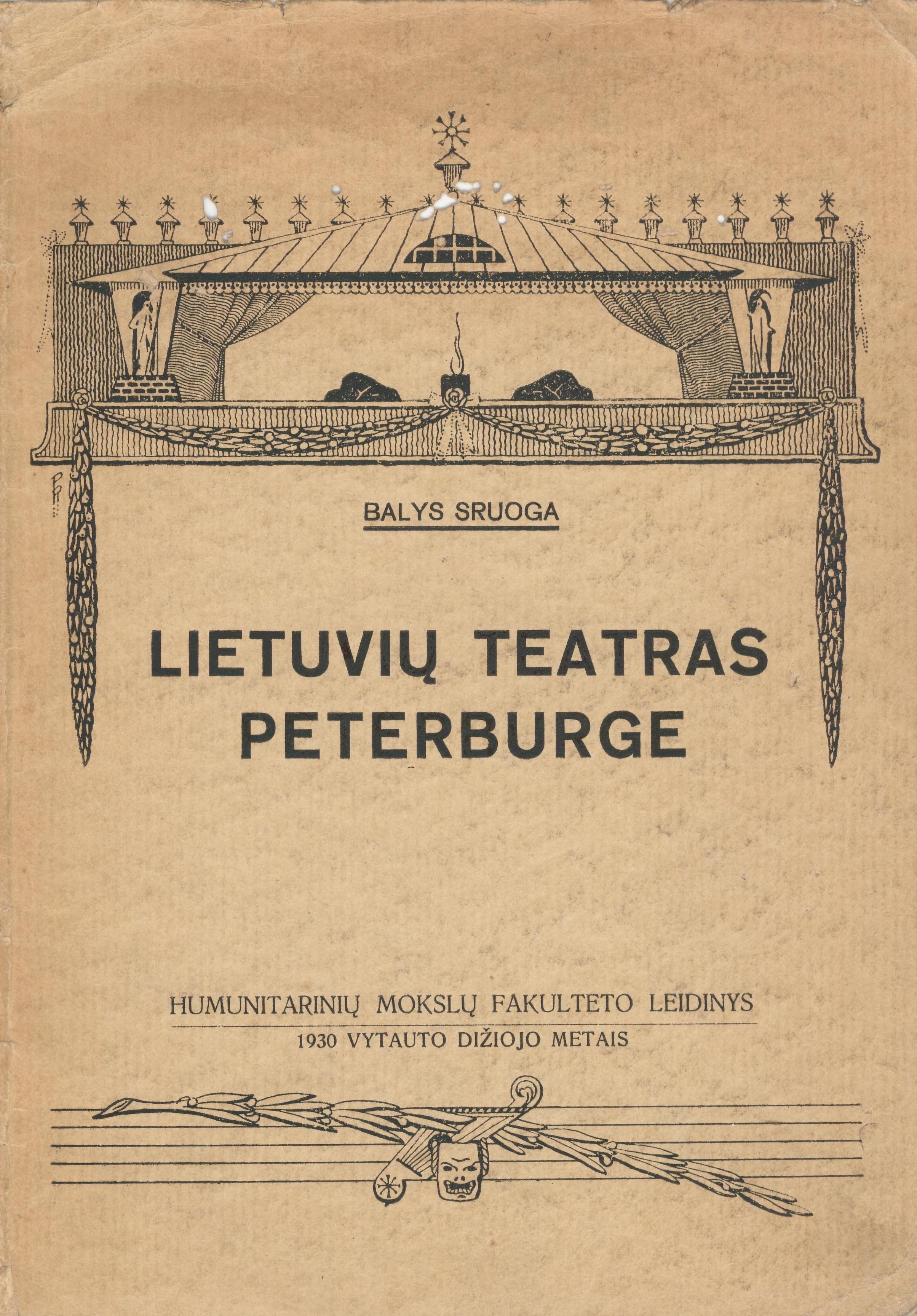
Obálka knihy Litevské divadlo v Peterburgu (1930)

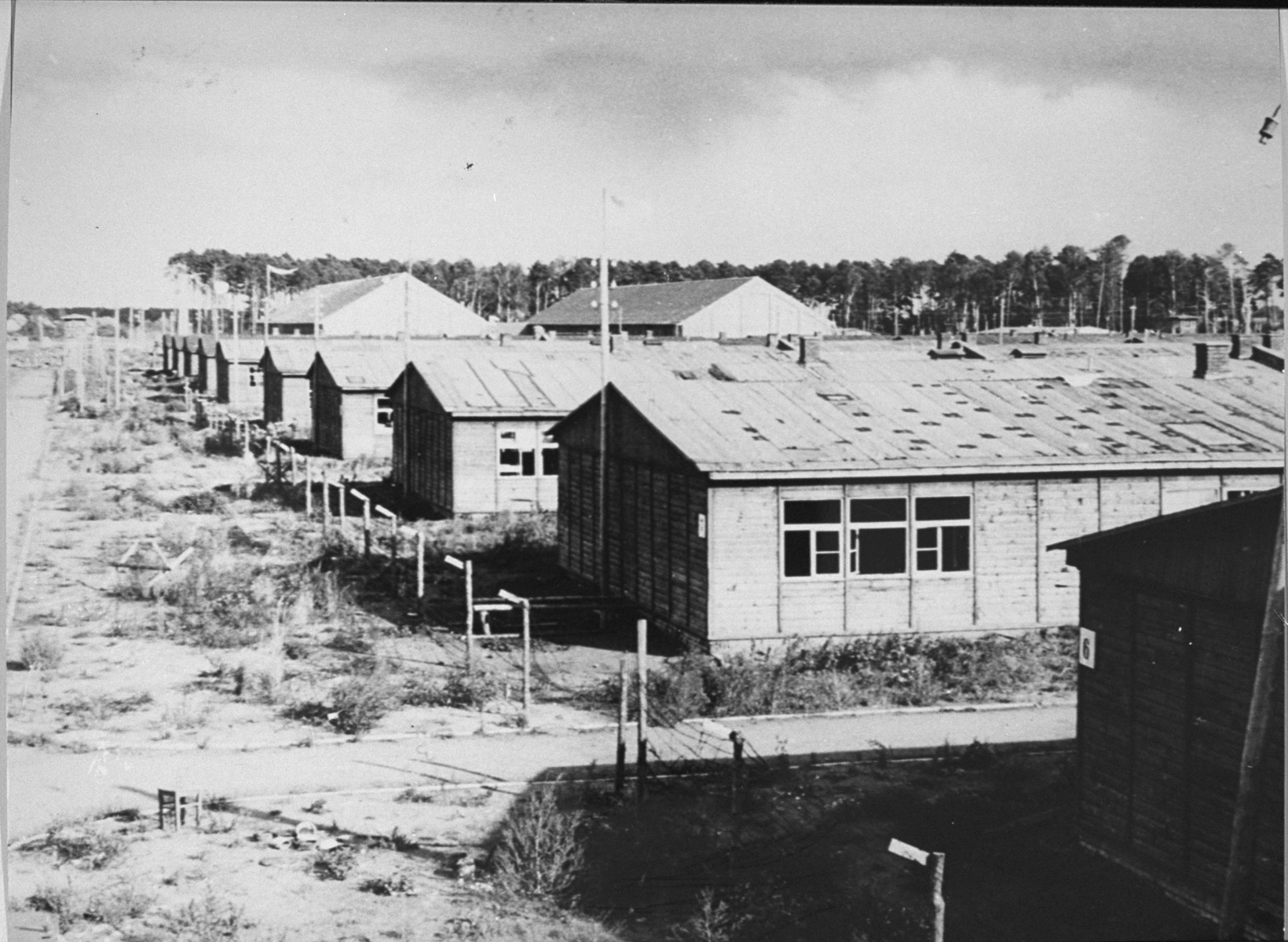
Baráky koncentračního tábora Stutthof po osvobození (1945)

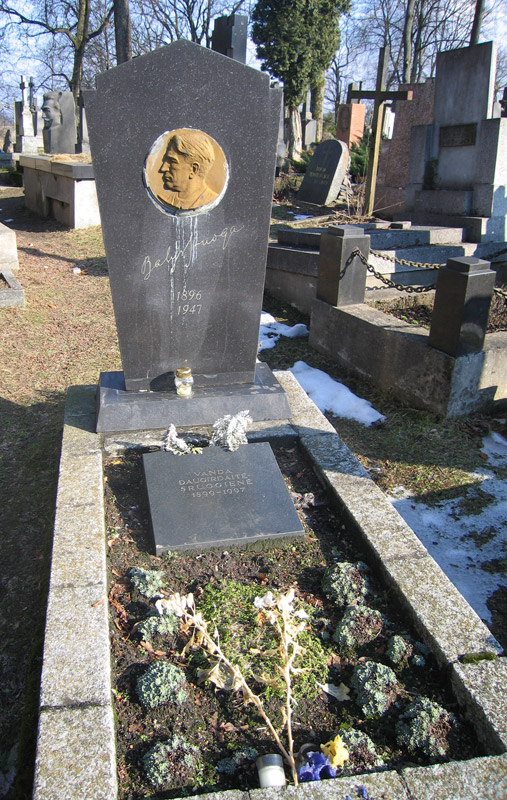
Hrob Balyse Sruogy na hřbitově Rasos ve Vilniusu (Litva);
sochař: Petras Aleksandravičius (1906–1997); architekt: Simonas Ramunis (1916–2002)

Balys Sruoga (2. února 1896, Baibokai, Kaunaská gubernie, Ruské impérium – 16. října 1947, Vilnius) byl litevský spisovatel (autor 11 knih), básník, dramatik, literární kritik, univerzitní učitel, překladatel, zakladatel a jeden z čelných představitelů litevské moderní literatury 20. let 20. století.

## Život

### Začátky publikování a studia
Balys Sruoga se narodil 2. února 1896 v Baibokai. Carské úřady v té době nedovolovaly vydávání litevsky latinkou psaných publiakcí. V té době také téměř neexistovalo ani litevské národní školství. Od raného mládí přispíval do kulturních deníků. Jeho práce byly publikovány liberálním křídlem litevského kulturního hnutí a také v různých litevských novinách a jiných tiscích (jednalo se například o: Aušrinė, Rygos naujienos apod.) Po skončení gymnazijních studií v městě Panevėžys pokračoval (od roku 1914) ve studiu literatury v Petrohradě a později v Moskvě. Svoje vysokoškolská studia ale Sruoga dokončil až po skončení první světové války (a ruské revoluce) poté, co se v roce 1921 zapsal ke studiu na Univerzitě Ludwiga Maxmiliána v Mnichově. A bylo to rovněž v Mnichově, kde v roce 1924 získal titul Ph.D. za disertační práci na téma Litevská mytologie.

### Přednášení na vysokých školách
Po skončení vysokoškolských studií se Sruoga vrátil do Litvy, kde působil dlouhá léta na litevské univerzitě v Kaunasu. Ve svých přednáškách se zabýval světovou i ruskou literaturou a také vedl divadelní semináře,  ze kterých se nakonec stal studijním předmět (program). Psal a publikoval také různé články o literatuře. V letech 1931 až 1932 vydal Sruoga dvojdílné dějiny ruské klasické literatury, k jejímž obdivovatelům patřil. Od roku 1930 začal psát divadelní hry (první Milžino paunksmė, později Radvila Perkūnas, Baisioji naktis a Aitvaras teisėjas) a od roku 1939/1940 začal učit ve Vilniusu na Vilniuské univerzitě.

### Druhá světová válka
Po vypuknutí druhé světové války a německé okupace baltských zemí byly Němci zřízeny v těchto zemích protektoráty. Po bitvě u Stalingradu začali Němci s mobilizací mladých lidí ze svých baltských protektorátů jak do wehrmachtu, tak i na práce ve Velkoněmecké říši. Nábor baltské mládeže narazil na nechuť a odpor obyvatelstva, na který reagovali protektoři uzavřením vysokých škol a deportací inteligence do (za tím účelem narychlo budovaných) koncentračních táborů. Mezi prvními na jaře roku 1943 gestapem zatčenými Litevci, představiteli mládeže a pokrokové inteligence, byl i tehdy 47letý profesor vilniuské univerzity, básník, dramatik a literární kritik Balys Sruoga. Spolu s ostatními 47 zatčenými litevskými intelektuály byl Sruoga v březnu 1943 deportován do koncentračního tábora Stutthof (přezdívaného Les bohů) umístěného nedaleko polského svobodného města Gdaňsk. S přibližující se Rudou armádou došlo 24. ledna 1945 k evakuaci tábora a vězni se pod dozorem Němců museli vydat na pochod smrti. V zuboženém tělesném stavu kdesi poblíž polského Goddentowa se dočkal konce druhé světové války.

### Po druhé světové válce
Nějakou dobu poté, co Sověti osvobodili vězně z nacistických táborů byl Balys Sruoga ještě držen ve stejném táboře. Každopádně ale v roce 1945 se vrátil do Vilniusu a pokračoval ve výuce na Vilniuské univerzitě, kde napsal dramata Pajūrio kurortas a Barbora Radvilaitė. Chatrné zdraví podlomené pobytem v nacistickém koncentračním táboře a fakt, že úřady odmítaly uveřejnit jeho román Les bohů nakonec vedly dne 16. října 1947 k jeho úmrtí. Je pochován na hřbitově Rasos ve Vilniusu. Autorem plakety (reliéfu) na náhrobku je litevský sochař Petras Aleksandravičius (1906–1997), celkové řešení pietního místa navrhl architekt Simonas Ramunis (1916–2002).

## Tvorba
Už na studiích se zajímal o ruskou literaturu. Balys Sruoga začal psát a publikovat již v období před první světovou válkou. V roce 1912 mu bylo otištěno několik básní a stať o ruském literárním kritiku a publicistovi Dobroljubovovoi. V roce 1913 přeložil Sruoga alegorickou ódu na svobodu – Zpěv o ptáku Bouřliváku (1901) – od ruského spisovatele, dramatika, básníka a revolucionáře Maxima Gorkého. S Maximem Gorkým se Sruoga osobně znal a podílel se s nám na přípravě ruské antologie z litevské literatury. Tuto antologii hodlal Gorkij vydat obdobně, jako to učinil v případě lotyšské a arménské antologie. Po první světové válce v roce 1919 vyšla Sruogovi raná poéma Jezerní bohyně, v roce 1920 pak první sbírka s názvem Slunce a písek a o tři roky později (1923) pak i jeho druhá sbírka Stopami bohů. Slunce a písek symbolizují dva protipóly básníkova vnitřního světa (písek je symbolem pro nudnou a odpuzující všední každodennost; slunce pak představuje vše, co člověka pozvedá k trvalejším , morálním a tvůrčím hodnotám). V roce 1922 vychází Sruogova poéma Město poznamenaná jeho zážitky z období studií v Mnichově.
Dalším oborem Sruogova působení bylo divadlo. Patřil k velkým obdivovatelům ruského herce, podnikatele, divadelního režiséra, divadelního teoretika a pedagoga Stanislavského. V roce 1932 spatřila světlo světa Sruogova hra Ve stínu obra – monumentální freska z dějin Litvy, jejímž hrdinou je legendární panovník Vytautas Veliký označovaný též jako Vitold – vítěz nad německými křižáky u Grunwaldu a symbol litevského národního osudu. V roce 1935 následovala další hra Strašná noc, pak v témže roce (1935) ještě Radvila Perkúnas a o tři roky později (1938) pak Algirdas v Izborsku. V období druhé světové války vyšla v roce 1940 hra Předjitřní čas a po druhé světové válce pak ještě v roce 1947 dvě hry: Kazimier Sapega a Přímořské lázně.

## Les bohů

### Stručná charakteristika díla
Balys Sruoga je světové veřejnosti znám především svým jediným autobiografickým románem Les bohů, jenž vychází z jeho vlastních životních zkušeností vězně v koncentračním táboře Stutthof. V díle odhaluje autor život v koncentračním táboře a to očima muže, jehož jediným způsobem, jak si zachránit život a přitom i zachovat svoji lidskou důstojnost, bylo dívat se na všechno dění kolem prizmatem ironie a humoru. Sruoga popisoval táborový svět, kde jsou mučitelé i jejich oběti vystaveny příšerným životním podmínkám, jež jsou vzdáleny na hony falešným ideálům politických vůdců.
Román (dokončený po druhé světové válce) byl zprvu sovětskými úředníky zakázán ale nakonec vyšel v roce 1957 – deset let po autorově smrti. V roce 2005 se objevil stejnojmenný film Les bohů, jenž se stal nejziskovějším filmem vydaným po získání nezávislosti Litvy.

### Podrobná charakteristika díla
Román Les bohů (v litevském originále Dievų miškas; anglicky: Forest of the Gods) je jediné prozaické dílo Balyse Sruogy ve kterém se dovršil proces zrání jeho složité umělecké dráhy především tím, že se (na rozdíl od obdobných děl popisujících život v nacistickém koncentrační táboře) autor snažil vytvořit psychologicky propracovanou galerii portrétů hlavních i vedlejších protagonistů táborového „pekla“. V kulisách detailních popisů fungování legálních i nelegálních ekonomických a všech ostatních vitálních procesů koncentračního tábora Stutthof vykreslil Sruoga postupnou a neúprosnou degradaci lidství a totální pád veškerého člověčenství do „destrukce, zmaru a suti“. Život v táboře popisuje bez zjevné chronologické linky, oproštěný od složitějších dějových zápletek, ale koncipovaný jako sarkastickou studii pokřivených, karikovaných lidských charakterů dozorců i vězňů bez rozdílu. Čtenáři je tak postupně předkládána svérázná galerie psychologicky přesvědčivých portrétů obyvatel koncentračního tábora Stutthof opepřená notnou dávkou sarkasmu, nadhledu a černého (šibeničního) humoru. Ale „veselé“ čtení to rozhodně není, jak ostatně dokazuje Sruoga na mnoha místech románu a manifestuje to i ústy jedné z románových postav:
Umíš si, ty ubohý knihomole, představit situaci člověka, který klesne tak hluboko, že se z něho stane lidojed? Narodil se snad jako kanibal? Kdepak. Měl rodiče, svou vlast ... Tady se z člověka stane zvíře. A ještě něco horšího než zvíře. Ale on musí být takový. Musí se jako zvíře bránit a napadat jiné. Jinak zahyne.
Balys Sruoga, Surový saniták Gerwińsky k vězněnému Balysi Srupgovi, 
Izolace života vězňů v táboře, každodenní hmatatelná přítomnost smrti, to vše oproštěno od nánosu civilizace deformuje a obnažuje psychiku postav až na samou dřeň pudového jednání: jíst, pít, schovat se před silnějším, napadnout slabšího a na jeho účet si trochu prodloužit vlastní mizernou existenci. Balys Sruoga v Lese bohů řeší i dvě strany jedné „mince“:
- Na jedné straně ztráta lidské tváře v mezních situacích: esesáčtí pomahači, kápové, donašeči, kolaboranti a šmelináři bojující každý den v hierarchii koncentračního tábora o alespoň trochu výhodnější místo.[7]
- Na druhé straně pak opačný pól: někteří vězni a jejich schopnost přežít a obstát i v neuvěřitelně těžkých situacích bez ztráty lidské tváře a morálních principů člověčenství.[7]

Sruogova memoárová výpověď o životě v koncentračním táboře, který je zde vykreslen jako předobraz celého fašistického státu je označována jako románová „ironická tragédie“ prostoupena nejen výstižným zachycením celkové atmosféry tábora Stutthof, ale i autorovými obecnějšími úvahami o kultuře, životě a jeho smyslu a o perspektivách lidstva.